# Рипа-Поци-Кверчета-Понтеросо (Лука)
Рипа-Поци-Кверчета-Понтеросо је насеље у Италији у округу Лука, региону Тоскана.
Према процени из 2011. у насељу је живело 9859 становника. Насеље се налази на надморској висини од 11 м.